# エリンガムダイアグラム

平衡状態における金属酸化物の生成自由エネルギーと酸素分圧との関係を示したエリンガムダイアグラム。

エリンガムダイアグラム（英: Ellingham diagram）は、横軸に温度、縦軸に生成ギブズエネルギーをとって、様々な酸化物について、各温度における標準生成ギブズエネルギーをプロットしたグラフである。
このダイアグラムから、金属酸化物を金属に還元するために、どのような還元剤をどの程度の温度で作用させればよいかを知ることが可能である。また、ある酸素分圧下において金属が酸化されずに存在できるかを知ることもできる。

## 概要
プロットする標準生成ギブズエネルギーは、組成式に含まれる酸素数が異なる物質同士を比較する際の便宜のために、酸素分子1molあたりの値（酸素分子1/2molあたりの値を用いることもある）に換算したもの、すなわち
{\displaystyle {\rm {{\frac {2x}{y}}M+O_{2}\longrightarrow {\frac {2}{y}}M_{x}O_{y}}}}
の各温度における標準反応ギブズエネルギーを用いる。
ある元素Maの酸化物MaxOyを元素Mbで還元する反応
{\displaystyle {\rm {{\frac {2}{y}}Ma_{x}O_{y}+{\frac {2u}{w}}Mb\longrightarrow {\frac {2x}{y}}Ma+{\frac {2}{w}}Mb_{u}O_{w}}}}
の反応ギブズエネルギーは、元素Mbの酸化反応
{\displaystyle {\rm {{\frac {2u}{w}}Mb+O_{2}\longrightarrow {\frac {2}{w}}Mb_{u}O_{w}}}}
の反応ギブズエネルギーから、元素Maの酸化反応
{\displaystyle {\rm {{\frac {2x}{y}}Ma+O_{2}\longrightarrow {\frac {2}{y}}Ma_{x}O_{y}}}}
の反応ギブズエネルギーを差し引いたものとして表せる。この値が負であれば、還元反応は自発的に進行することになる。すなわち、エリンガムダイアグラムで、元素Maの酸化反応の反応ギブズエネルギーが元素Mbの酸化反応の反応ギブズエネルギーよりも大きい温度領域でこの還元反応が進行するということが分かる。
また、標準反応ギブズエネルギーは平衡定数と直接関係しており、金属や金属酸化物の固体の活量は1と見なせるため、平衡定数は酸素分圧と直接関係する。すなわち、
{\displaystyle {\rm {{\frac {2x}{y}}M+O_{2}\longrightarrow {\frac {2}{y}}M_{x}O_{y}}}}
の絶対温度Tでの標準反応ギブズエネルギーをΔG、平衡定数をKとすれば、平衡における酸素分圧PO2は、Rを気体定数とすると、
{\displaystyle P_{O_{2}}={\frac {1}{K}}={\frac {1}{e^{-{\frac {\Delta G}{RT}}}}}}
となる。酸素分圧がこの値より大きい環境では金属は酸化されることになる。ダイアグラムの中にこの酸素分圧を表す線が引かれている場合もある。
エリンガムダイアグラムでは、あくまでも熱力学的な平衡状態についての知見だけが分かり、平衡状態への到達が現実的な時間で起こるかどうかは分からないことに注意する必要がある。
硫化物についても同様の図を作成することができ、こちらも金属硫化物を金属に還元するための還元条件の検討に使用される。